# Wojciech W. Grabowski
Wojciech W. Grabowski – polsko-amerykański fizyk atmosfery.
Pracuje w Narodowym Centrum Fizyki Atmosfery w Boulder w USA. Specjalizuje się w numerycznym modelowaniu procesów atmosferycznych, metodami numerycznymi geofizyki, konwekcją i mikrofizyką chmur.

## Życiorys
Ukończył studia na Wydziale Fizyki UW. W 1987 roku otrzymał doktorat z fizyki atmosfery, jego promotorem był Krzysztof Haman. Habilitował się w 1999 roku w Instytucie Geofizyki Polskiej Akademii Nauk.
Do jego największych osiągnięć należy zaproponowanie nowej klasy parametryzacji chmur w modelach klimatu. Był także autorem nowych techniki numerycznych w prognozach pogody. Zajmuje się mikrofizyką chmur i zrozumieniem procesów zderzania kropli w warunkach turbulencyjnych i rozwojem konwekcji w atmosferze.
Opublikował kilkadziesiąt artykułów naukowych.